# تف‌جوشی

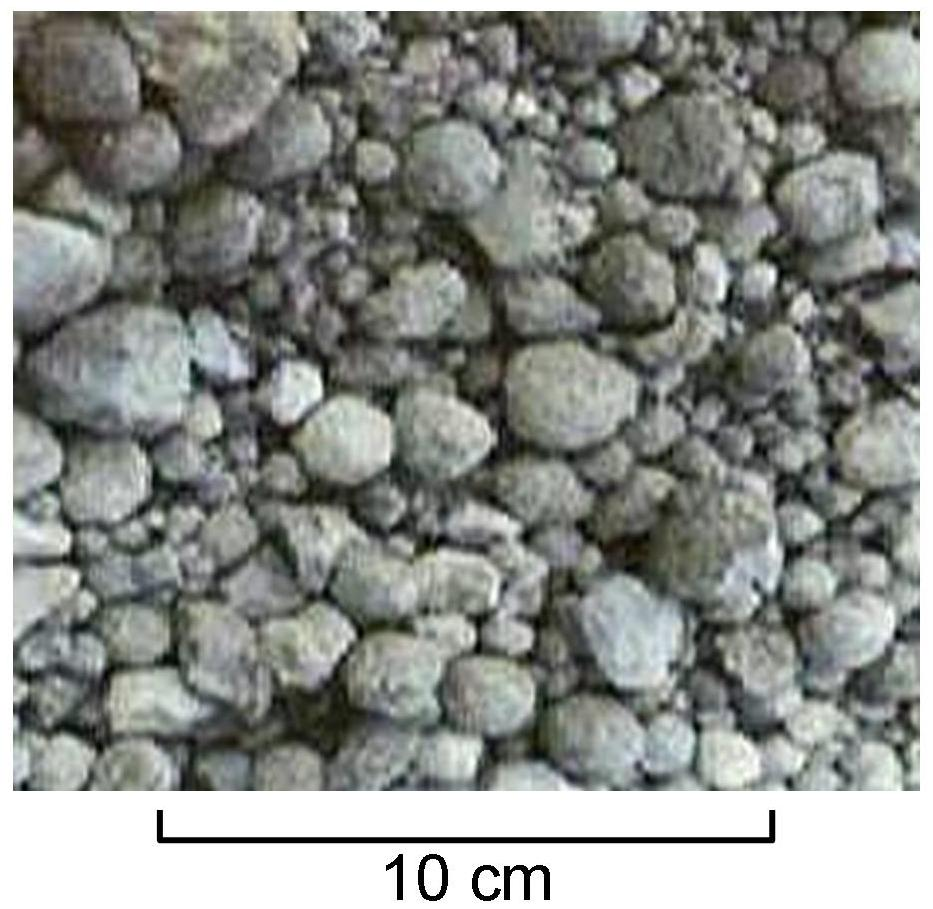
دانه‌های کلینکر تهیه‌شده به روش تف‌جوشی

تَف‌جوشی یا زینترینگ (به انگلیسی: Sintering) یکی از روش‌های شکل‌دهی مواد فلزی و سرامیکی است. تف‌جوشی چسباندن یا چسبیدن ذرات یک یا چند ماده به یکدیگر از طریق ذوب سطحی براثر حرارت، همراه با فشار یا بدون آن، به‌طوری‌که به صورت یک توده جامد (solid mass) درآیند. اساس کار این روش کاهش انرژی آزاد سطحی ذرات در اثر چسبیدن به یکدیگر است.

## مقدمه

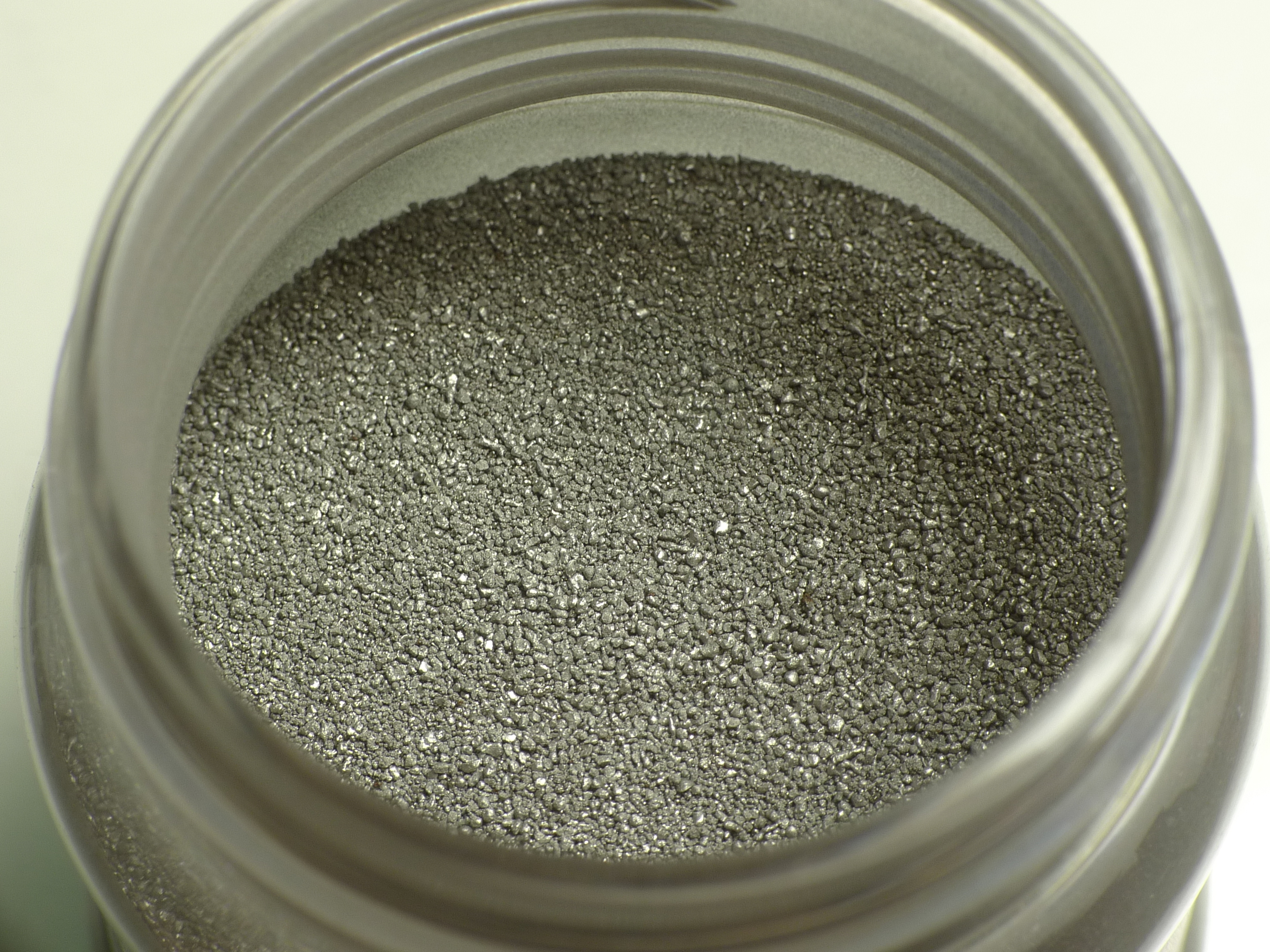
پودر آهن

هنگامی که ذرات پودر متراکم شده تا دماهای بیش از نصف دمای ذوب مطلق گرم شوند، به یکدیگر خواهند چسبید. این پدیده تف‌جوشی نامیده می‌شود. یکی از ویژگی‌های انواع حالات تف‌جوشی، کاهش سطح همراه با افزایش استحکام فشاری است. این پدیده هنگام شکل‌گیری پیوند بین ذره‌ای، باعث تحریک اتمی در دمای تف‌جوشی می‌شود. حین انجام تف‌جوشی در فاز مایع، یک فاز مایع در کنار ذرات جامد قرار می‌گیرد. به‌طور معمول فاز مایع نرخ به هم پیوستن بین ذرات در حین تف‌جوشی را بالا می‌برد. همراه با ایجاد پیوند بین‌ذره‌ای تغییرات عمده‌ای در ساختار حفره و خواص فشاری مانند استحکام، چقرمگی، رسانایی، تراوایی مغناطیسی و مقاومت به خوردگی رخ می‌دهد. تف‌جوشی در فاز جامد برای مواد تک فازی بهترین حالت شناخته شدهٔ تف‌جوشی می‌باشد. حتی در این حالت نیز مراحل پیچیده‌ای وجود دارد که پودر هنگام گرم شدن این مراحل را طی می‌کند.

## دسته‌بندی تف‌جوشی
در دسته‌بندی کلی تکنیک‌های تف‌جوشی، (فشار) اولین عامل مؤثر می‌باشد. بیشتر فرایندهای تف‌جوشی، بدون اعمال فشار خارجی انجام می‌گیرد. در بسیاری از کاربردها با عملکرد عالی، چگالی بالا توسط اعمال خارجی به دست می‌آید. در تکنیک‌هایی نظیر پرس گرم، پرس ایزواستاتیک گرم، فورج گرم و اکستروژن گرم برای چگالش نمونهٔ متراکم از ترکیبی از دما، تنش و کرنش استفاده می‌شود. در بیشتر موارد تف‌جوشی در فاز مایع، اثر موئینگی یک نیروی داخلی بر روی ذرات جامد اعمال می‌کند. در این حالت نیازی به نیروی خارجی بسیار بزرگ است.
۱. فاز مایع
 پودر پیش آلیاژی
 مخلوط پودری
o پایدار
o گذرا
۲. فاز جامد
 تک فاز
 مخلوط فازها
o فعال شونده
o همگن سازی
o کامپوزیتی

## تفاوت در تکنیک‌های کاربردی
تفاوت اصلی بین تکنیک‌های تف‌جوشی بدون فشار، در اختلاف موجود بین فرایندهای تف‌جوشی در فاز مایع و جامد می‌باشد.
بیشترین بررسی‌های تئوری در مورد تف‌جوشی در فاز جامد در حالت تک فاز انجام شده است. بررسی‌های فراوانی جزئیات تئوری تف‌جوشی در فاز جامد، چندین حالت به همراه فازهای ثانویه وجود دارد. این فرایند شامل همگن سازی نمونه متراکم شده، تف‌جوشی فعال شونده و تف‌جوشی نمونه‌های چند فازی درحالت جامد می‌باشد. تف‌جوشی فعال شونده، فرایندی در حالت جامد بوده و مشابه تف‌جوشی در فاز مایع است که درآن، فاز جامد ثانویه موجب برقراری پیوند بین ذره‌ای می‌شود. همانند فولادهای پرکربن در دماهایی که فریت و سمنتیت در کنار هم وجود دارند، تف‌جوشی از نوع مخلوط فازی نیز در زمینه دوفازی تعادلی اتفاق می‌افتد. همگن سازی درحین تف‌جوشی پودرهای مخلوط شده که یک محصول تک فاز را تولید می‌کند، اتفاق می‌افتد. فازمایع ممکن است گذرا یا پایدار باشد که به میزان حلالیت رد حین تف‌جوشی بستگی دارد. از طرفی یک پودر ازپیش آلیاژی می‌تواند تا دماهای لیکوئیدوس و سالیدوس گرم شود. مخلوط فازهای جامد و مایع به دست آمده، منجربه تف‌جوشی درحالت سوپرسالیدوس می‌شود. در طبقه‌بندی اصلی تف‌جوشی در فاز مایع، متغیرهای بسیاری وجود دارند که به ویژگی‌های ماده وابسته هستند. برای مثال ممکن فاز جامد در فاز مایع حلالیت داشته باشد یا نداشته باشد. چنین متغیرهایی به شدت برنرخ تف‌جوشی و تحولات ریز ساختاری تأثیر می‌گذارند. عوامل اصلی دیگر به انرژی‌های سطحی بین فازهای مذاب و جامد (ترشوندگی درمقابل عدم ترشوندگی) و نفوذ نسبی مذاب درامتداد مرز دانه‌های جامد – جامد بستگی دارد. این متغیرها علاوه بر عوامل مؤثر بر فرایند مانند اندازه ذرات، دمای تف جوش، زمان، اتمسفر و استحکام تر، دارای اثرات چشمگیری برنوع ماده شکل گرفته توسط تف‌جوشی در فاز مایع می‌باشد.

## روش کار
ابتدا مادهٔ مورد نظر را به صورت پودر درمی‌آورند تا سطح ویژه آن بیشتر شود. سپس پودر حاصل را به شکل دلخواه پرس کرده و در کوره می‌گذارند. دمای کوره تا حدی بالا می‌رود که قطعه ذوب نمی‌شود.
در دماهای بالاتر دامنهٔ نوسان اتمها بیشتر بوده و بنابراین نفوذ اتمی بیشتر می‌شود. اتمهای ذرات مجاور در یکدیگر نفوذ کرده و ذرات را به هم می‌چسبانند.

## کاربردهای تف‌جوشی در فاز مایع
تف‌جوشی در فاز مایع در بسیاری از محصولات تجاری وصنعتی کاربرد دارد. درسال‌های اخیر شناخت بهتری از این پدیده بنیادی همراه با افزایش کاربرد این روش به‌دست آمده است. اولین کاربرد این روش، تولید آجرهای ساختمانی از خاک رس (سیلیکات آلومینیوم هیدرات) بودکه یک فاز شیشه‌ای، فاز مایع را تشکیل می‌داد. تخمین زده می شودکه تاریخچه تولید آجرهای آتشی به هفتاد قرن پیش برمی گردد. همچنین بسیاری از دیگر مواد سرامیکی، توسط فرایند تف‌جوشی تولید فرایند تف‌جوشی در فاز مایع فرآوری می‌شده‌اند. این مواد سرامیکی به واسطه حضور یک فاز شیشه‌ای دردمای تف جوش تولید شده‌اند. علاوه براین بررسی میکروسکوپی با قدرت تفکیک بالا مشخص کرده که بسیاری از سرامیک‌های جدید در حین تف‌جوشی، درمرز دانه‌ها دارای فاز مایع هستند. امروزه اغلب محصولات سرامیکی باحضور فاز مایع مایع درحین تف‌جوشی تولید می‌شوند؛ مثل سایندها، خازن‌های فروالکتریک، آهنرباهای فریتی، مواد الکتریکی و سرامیک‌های با پیوند کووالانسی دمای بالا.
کاربرد تف‌جوشی در فاز مایع در فلزات به دوران باستان برمی‌گردد، که ذرات پلاتینیوم را توسط پیوندهای طلا به یک قطعه مستحکم تبدیل می‌کردند. تصور می شودکه طلا درحین تف‌جوشی ذوب می‌شود. مصنوعات ساخته شده به این روش نشان می‌دهند که قدمت استفاده ازاین روش به ۴۰۰سال قبل می‌رسد.
توسعه فناوری مدرن تف‌جوشی در فاز مایع، تولید کاربیدهای سمانته را به دنبال داشته است. تلاش‌های بسیاری منجر به توسعه ابزارآلات و مواد ماشین‌کاری در سال‌های ۱۹۰۰تا۱۹۳۰ شده است. درابتدای سال ۱۹۲۰کاربیدها توسط آلیاژهای پیونده دهندهٔ فلزی تولید می‌شدند. به‌طور معمول در چنین ترکیباتی عملیات تف‌جوشی در فاز مایع توسط آهن، نیکل یا کبالت صورت می‌گرفت. فرایند تف‌جوشی در فاز مایع تولید کاربیدهای فشرده وبدون تخلخل را با خواص بهتر از ابزارهای برشی قبلی ممکن ساخته است. امروزه کاربیدهای سمانته یکی از قطعات اصلی مورد استفاده در صنایعی از جمله معدن کاری، ماشین کاری، شکل دهی فلزات، سنگ زنی، سوراخ کاری و برش کاری محسوب می‌شوند. این دامنه وسیع کاربرد کاربیدهای سمانته، به دلیل ضریب انبساط بالا و چقرمگی کافی آنها می‌باشد. همچنین تولید یاتاقانهای برنزی به وسیله فرایند تف‌جوشی پودرهای قلع ومس توسعه پیدا کرده‌اند. یاتاقان‌های برنزی بدون روغن دارای یک شبکه متخلخل به هم پیوسته می‌باشند که توسط فاز مایع گذرا به هنگام ذوب شدن قلع به وجود می‌آید. این حفرات متعاقباً توسط روغن پرمی شوند تا موجب خود روانساز قطعه درحین کارشوند. بیشترین کاربرد این یاتاقان‌ها در تجهیزات و الکتروموتورهای با توان پایین می‌باشد. توسعه آلیاژهای سنگین تنگستن دردهه ۱۹۳۰ زمینه‌ای تئوری برای تف‌جوشی در فاز مایع ایجاد کرد. این آلیاژها مخلوطی از پودر نیکل، مس وتنگستن می‌باشند. بررسی آلیاژهای سنگین، تصویر روشنی از اهمیت تف‌جوشی در فاز مایع نمایان ساخت. همچنین این آلیاژها خواص منحصر به فرد کامپوزیت‌های تولیدشده به روش تف‌جوشی در فاز مایع را نشان می‌دادند. کاربرد فرایندهای تف‌جوشی در آلیاژهای سنگین، به دلیل ویژگی‌هایی همچون دمای ذوب، استحکام و چگالی بالا و چقرمگی، مقاومت به خوردگی و ضریب انبساط حرارتی پایین آنها می‌باشد. چنین خواصی در پوسته‌های محافظ رادیواکتیویته، وزنه‌ها، قطعات سایشی، قطعات محافظ ماشین‌کاری، موشکها و ابزارهای فلزکاری مفید می‌باشند.

## بررسی مزایا و محدودیت‌های تف‌جوشی در فاز مایع
از نظر تکنیکی مزیت اصلی تف‌جوشی در فاز مایع، سرعت بالای این فرایند است. فازمایع موجب افزایش سرعت نفوذ اتمی نسبت به تف‌جوشی درحالت جامد می‌شود. اثر موئینگی ناشی از ترشوندگی فاز مایع، منجر به چگالش سریع بدون نیاز به فشار خارجی می‌شود. همچنین فازمایع اصطکاک بین دانه‌ای را کاهش می‌دهد و به آرایش مجدد ذرات جامد کمک می‌کند.علاوه بر این حل شدن لبه‌ها و گوشه‌های تیز ذرات در فاز مایع موجب بهبود قابلیت تراکم می‌گردد. اندازه ذرات درحین تف‌جوشی در فازمایع قابل کنترل است، بنابراین تغییرات ریز ساختاری در جهت بهبود خواص، قابل دستیابی است.درنهایت در بسیاری از سیستم‌های تف‌جوشی در فاز مایع، فازی که نقطه ذوب بالاتری دارد سخت‌تر است. این روش با وجود مقادیر زیاد فاز سخت، اغلب در مواد کامپوزیتی دوفازی تف‌جوش شده، موجب دستیابی به قطعات با رفتار نرم می‌شود.